# Patty Stolzenbach
Patty Stolzenbach (* 13. November 1989) ist eine niederländische Badmintonnationalspielerin.

## Karriere
Patty Stolzenbach belegte nach vier Nachwuchstiteln in den Niederlanden 2006 Platz neun bei den Erwachsenen im Dameneinzel. 2007 wurde sie bei den Junioreneuropameisterschaften Dritte im Einzel. Ebenfalls 2007 wurde sie Fünfte bei den Irish Open und den Czech International und 2008 Dritte bei den Italian International. Im Uber Cup 2008 wurde sie mit dem niederländischen Damenteam Fünfte, wobei die Niederländerinnen im Viertelfinale äußerst knapp mit 2:3 an China scheiterten. Zwei Jahre später steigerte sich das Team um einen Rang auf Platz vier.

## Sportliche Erfolge
| Saison | Veranstaltung                      | Disziplin   | Platz | Name                             |
| ------ | ---------------------------------- | ----------- | ----- | -------------------------------- |
| 2000   | Niederländische Meisterschaft U11  | Dameneinzel | 1     | Patty Stolzenbach                |
| 2003   | Niederländische Meisterschaft U15  | Dameneinzel | 1     | Patty Stolzenbach                |
| 2005   | Niederländische Meisterschaft U15  | Dameneinzel | 1     | Patty Stolzenbach                |
| 2005   | Niederländische Meisterschaft U17  | Dameneinzel | 1     | Patty Stolzenbach                |
| 2006   | Niederländische Meisterschaft      | Dameneinzel | 9     | Patty Stolzenbach                |
| 2007   | Junioreneuropameisterschaft        | Dameneinzel | 3     | Patty Stolzenbach                |
| 2007   | Irish Open                         | Damendoppel | 5     | Yik-Man Wong / Patty Stolzenbach |
| 2007   | Czech International                | Damendoppel | 5     | Yik-Man Wong / Patty Stolzenbach |
| 2008   | Swedish International Stockholm    | Damendoppel | 5     | Yik-Man Wong / Patty Stolzenbach |
| 2008   | Italian International              | Damendoppel | 3     | Yik-Man Wong / Patty Stolzenbach |
| 2008   | Volant d’Or de Toulouse            | Damendoppel | 5     | Yik-Man Wong / Patty Stolzenbach |
| 2008   | Dutch International                | Damendoppel | 5     | Yik-Man Wong / Patty Stolzenbach |
| 2008   | Uber Cup                           | Damenteam   | 5     | Niederlande                      |
| 2009   | Niederländische Meisterschaft      | Dameneinzel | 5     | Patty Stolzenbach                |
| 2010   | Uber Cup                           | Damenteam   | 4     | Niederlande                      |
| 2010   | Niederländische Meisterschaft      | Dameneinzel | 3     | Patty Stolzenbach                |
| 2013   | Niederlande: Einzelmeisterschaften | Dameneinzel | 2     | Patty Stolzenbach                |